# COVID-19 Genomics UK Consortium
Le COVID-19 Genomics UK Consortium (COG-UK) est un groupe d'agences de santé publique et d'institutions universitaires au Royaume-Uni créé en avril 2020,, pour collecter, séquencer et analyser les génomes du SARS-CoV-2 dans le cadre de la réponse à la pandémie de COVID-19. Le consortium comprend les quatre agences de santé publique du Royaume-Uni, des organisations du National Health Service, des partenaires universitaires et le Centre Sanger. Le consortium est connu pour avoir identifié pour la première fois le variant Alpha du SARS-CoV-2 (à l'époque, appelée Variant of Concern 202012/01) en novembre 2020. En janvier 2021, 45% de toutes les séquences du SRAS-CoV-2 téléchargées dans la base de données de séquençage GISAID provenaient du COG-UK,,.
En avril 2021, COG-UK a commencé la transition prévue du séquençage vers un service national, qui devrait s'achever d'ici septembre 2021. COG-UK a déclaré que ses priorités après cette transition sont le couplage de données, la recherche et la formation internationale.

## Impact
Le séquençage national coordonné précoce et à grande échelle des génomes viraux du SRAS-CoV-2, ainsi que le partage ouvert et rapide des données génomiques, ont eu l'impact suivant sur les 12 premiers mois de la réponse à la pandémie de COVID-19 :
1. Permettre l'identification et la surveillance des « variants préoccupants » et des « variants faisant l'objet d'une enquête » pour éclairer les actions de santé publique et les décisions politiques[5],
2. Suivi de l'introduction et de la propagation du COVID-19 pour éclairer le contrôle des frontières, la gestion des épidémies et les politiques de santé publique[11],
3. Faciliter les principales études COVID-19 au Royaume-Uni :
  - L’étude COG-UK HOCI (Hospital-Onset COVID-19 Infections)[12],
  - Enquête sur les infections COVID-19 (CIS) de l'Office of National Statistics (ONS)[13],
  - L'étude d'évaluation en temps réel de la transmission communautaire (REACT)[14],
  - L'étude Vivaldi[15],
  - L'essai du vaccin Oxford[16],
  - L'essai du vaccin Novavax[17],
4. Améliorer la compréhension de la biologie et de l'évolution du virus SARS-CoV-2 pour guider les traitements, le développement de vaccins et les diagnostics[18],
5. Stimuler la riposte à la pandémie grâce à la publication rapide de données génomiques et au développement de protocoles de séquençage efficaces et rentables et d'outils d'analyse de données publiques en libre accès[19].

En avril 2021, COG-UK a annoncé ses priorités stratégiques pour les 12 mois suivants :
1. Améliorer la valeur des données de séquence du génome viral grâce à un couplage de données plus étendu, y compris les données du génome humain et les ensembles de données cliniques,
2. Faire avancer la recherche sur la transmission, les variantes, les méthodes et les outils d'analyse du SRAS-CoV-2,
3. Coordonner un programme mondial de formation en génomique SARS-CoV-2

## Structure
COG-UK est soutenu par un financement de 20 millions de livres sterling du ministère de la Santé et des Affaires sociales, de la Recherche et de l'Innovation du Royaume -Uni (UKRI) et du Wellcome Sanger Institute. Le consortium a également été soutenu par le Fonds d'innovation pour les tests du ministère de la Santé et des Affaires sociales le 16 novembre 2020 pour faciliter la capacité de séquençage du génome nécessaire et pour répondre au nombre croissant de cas de COVID-19 au Royaume-Uni au cours de la période hivernale.
Les partenaires du consortium comprennent le Wellcome Sanger Institute, le Quadram Institute et 15 autres universités dont l'université Queen's de Belfast, l'université de Birmingham, l'université de Cardiff, l'université de Cambridge, l'université d'Édimbourg, l'université d'Exeter, l'université de Glasgow, l'université de Liverpool, l'université de Northumbria, l'université de Nottingham, l'université d'Oxford, l'université de Portsmouth, l'University College de Londres, l'Imperial College London et l'université de Sheffield.

## Personnes clés
Le directrice exécutive du consortium est Sharon Peacock, professeur et microbiologiste à l'université de Cambridge,. Sharon Peacock est également en détachement à temps partiel auprès de Public Health England en tant que directrice scientifique, où elle se concentre sur le développement du séquençage des agents pathogènes via COG-UK.

## Développements
Pendant la pandémie de COVID-19, les outils développés par le consortium COG-UK ont été largement utilisés, y compris, par exemple, l'affectation phylogénétique des lignées d'épidémie mondiales nommées (PANGOLIN). Le variant Alpha du SARS-CoV-2 a été détecté en novembre 2020 par le consortium COG-UK,. Le variant fait l'objet d'enquêtes en cours par les agences de santé publique britanniques, coordonnées par le Public Health England et soutenues par COG-UK.
Le nombre de séquences que COG-UK a téléchargées sur GISAID est d'un peu moins de 5 % de tous les cas de COVID-19 au Royaume-Uni, contre 3,2 % pour les États-Unis et 60 % pour l'Australie. Environ 60% d'entre eux ont été séquencés au Wellcome Sanger Institute. En décembre 2020, le consortium COG-UK aurait retracé « l'histoire génétique de plus de 150 000 échantillons de virus Sars-Cov-2 ».

## Publications sélectionnées
- Lo, Stéphanie W.; Jamrozy, Dorota (20 juillet 2020). "Génomique et surveillance épidémiologique". Avis sur la nature. Microbiologie : 1. DOI 10.1038/s41579-020-0421-0.  (ISSN 1740-1526). PMC 7371787. PMID 32690878.
- Meredith, Luke W. ; Hamilton, William L. ; Avertissez, Ben ; Houldcroft, Charlotte J. ; Hosmillo, Myre ; Jahun, Aminu S.; Curran, Martin D.; Parmar, Surendra ; appelant, Laura G.; Caddie, Sarah L.; Khokhar, Fahad A. (1er novembre 2020).  (ISSN 1740-1526) « Mise en œuvre rapide du séquençage du SRAS-CoV-2 pour enquêter sur les cas de COVID-19 associés aux soins de santé : une étude prospective de surveillance génomique ». The Lancet Maladies infectieuses. 20 (11) : 1263-1271. DOI 10.1016/S1473-3099(20)30562-4.  (ISSN 1473-3099). PMID 32679081.
- Rambaut, André ; Holmes, Edward C. ; O'Toole, ine ; Colline, vérité ; McCrone, John T. ; Ruis, Christophe ; du Plessis, Louis ; Pybus, Oliver G. (novembre 2020). "Une proposition de nomenclature dynamique pour les lignées SARS-CoV-2 pour aider l'épidémiologie génomique". Nature Microbiology. 5 (11) : 1403-1407. DOI 10.1038/s41564-020-0770-5.  (ISSN 2058-5276).
- da Silva Filipe, Ana; Berger, James G. ; Williams, Thomas ; Hughes, Joseph; Aranday-Cortes, Elihu ; Asamaphan, Patawee ; Achraf, Chirine ; Balcazar, Carlos ; Brunker, Kirstyn; Campbell, Alasdair ; Carmichael, Stephen (janvier 2021). "L'épidémiologie génomique révèle de multiples introductions de SARS-CoV-2 d'Europe continentale en Ecosse". Nature Microbiology. 6 (1) : 112-122. DOI 10.1038/s41564-020-00838-z.  (ISSN 2058-5276).
- Thomson, Emma C.; Rosen, Laura E.; Berger, James G. ; Spreafico, Roberto; da Silva Filipe, Ana; Wojcechowskyj, Jason A.; Davis, Chris ; Piccoli, Luca ; Pascall, David J.; Dillen, Josh; Lytras, Spyros (janvier 2021). DOI 10.1016/j.cell.2021.01.037 "Les variantes N439K du pic SARS-CoV-2 en circulation maintiennent la forme physique tout en évitant l'immunité à médiation par les anticorps". Cell. DOI 10.1016/j.cell.2021.01.037.  (ISSN 0092-8674). PMC 7843029.